# Klepacze (rejon kamieniecki)
Klepacze (biał. Клепачы, Klepaczy; ros. Клепачи, Klepaczi) – wieś na Białorusi, w obwodzie brzeskim, w rejonie kamienieckim, w sielsowiecie Nowickowicze, w granicach Parku Narodowego „Puszcza Białowieska”.

## Historia
Pod zaborami i w II Rzeczypospolitej wieś i majątek ziemski (folwark). W XIX i w początkach XX w. położone były w Rosji, w guberni grodzieńskiej, w powiecie brzeskim, w gminie Dmitrowicze.
W dwudziestoleciu międzywojennym leżały w Polsce, w województwie poleskim, w powiecie brzeskim, w gminie Dmitrowicze. W 1921 wieś liczyła 127 mieszkańców, zamieszkałych w 19 budynkach, wyłącznie Białorusinów wyznania prawosławnego. Folwark liczył zaś 49 mieszkańców, zamieszkałych w 9 budynkach, w tym 43 Białorusinów i 6 Polaków. 43 mieszkańców było wyznania prawosławnego i 6 rzymskokatolickiego.
Po II wojnie światowej w granicach Związku Sowieckiego. Od 1991 w niepodległej Białorusi.